# Xinxa de la malva
La xinxa de la malva (Oxycarenus lavaterae) és una espècie d'hemípter heteròpter de la família Lygaeidae, que pot ser molt abundant al tell i la malva reial.

## Descripció
Els adults són majoritàriament de color roig, blanc i negre, arribant a mesurar 5-6 mm. El cap, el protòrax sencer, l'escutel i les antenes són negres. La part superior de l'abdomen és d'un roig terracota, mentre que el connector és negre. Les ales davanteres són incolores i transparents i arriben a la part superior de l'abdomen o són una mica més llargues. Les nimfes es poden reconèixer fàcilment pel seu cap negre i per l'abdomen de color roig. Les aletes de les nimfes són completament negres.

## Biologia i cicle biològic
En els mesos de tardor i estació freda es localitza en refugis d'hibernació on no s'alimenta ni es reprodueix, sovint a sobre d'arbres formant agregats en fulles, rames i rugositats de l'escorça. Aquests agregats poden contenir centenars d'individus, arribant a densitats de 35 adults per centímetre quadrat. Si bé hi ha mascles i femelles, no s'hi produeix activitat sexual, i no s'hi troben estadis immadurs. A la primavera, coincidint amb el desenvolupament de les malvàcies (que són plantes anuals) les poblacions d'hibernació minven en benefici d'aquest hoste, completant-se la migració sobre el mes d'abril. L'insecte s'alimenta aleshores principalment de malvàcies (Lavatera, Althea, Hibiscus i Malva), i til·lers a l'Europa central, i hi manté activitat sexual, apareixent les primeres nimfes sobre mitjans de maig, les quals poden arribar a l'estadi adult en poc més d'un mes. Aquesta espècie pot completar dues o més generacions durant l'estiu en condicions favorables. Les causes de la molèstia principal als habitatges i persones són els eixams de nous adults que es formen en completar el seu desenvolupament. A la tardor, es produeix una migració cap els refugis hivernals, inversa a la de la primavera.
Viu en grans colònies, la qual cosa li dona la seguretat sobre els depredadors. Quan una colònia creix prou, se separa una xicoteta part en les branques per crear una nova colònia en una altra part. En l'exterior de les colònies són relativament discrets, fins i tot quan hi ha gran nombre d'espècimens. El desenvolupament larval d'aquesta xinxa dura aproximadament 28 dies. Els adults viuen una mitjana de 90 dies i són capaços de fecundar fins a 300 ous.

## Distribució
Es distribueix per la regió paleàrtica. A Europa es troba a tota la Mediterrània, però a partir dels anys 70 se l'ha trobat més al nord; Benelux, Europa central i Europa de l'Est.

## Riscos i sanitat
No hi ha cap tipus de problemàtica sanitària associada a aquest insecte, que és fitòfag. Per tant, els danys causats per la seua superabundància local són derivats estrictament dels núvols d'insectes que es formen i que poden desplaçar-se a certa distància, i penetrar a les cases. Aquest efecte nociu pot arribar a ser molt important en alguns casos, però de manera molt aïllada.

## Galeria

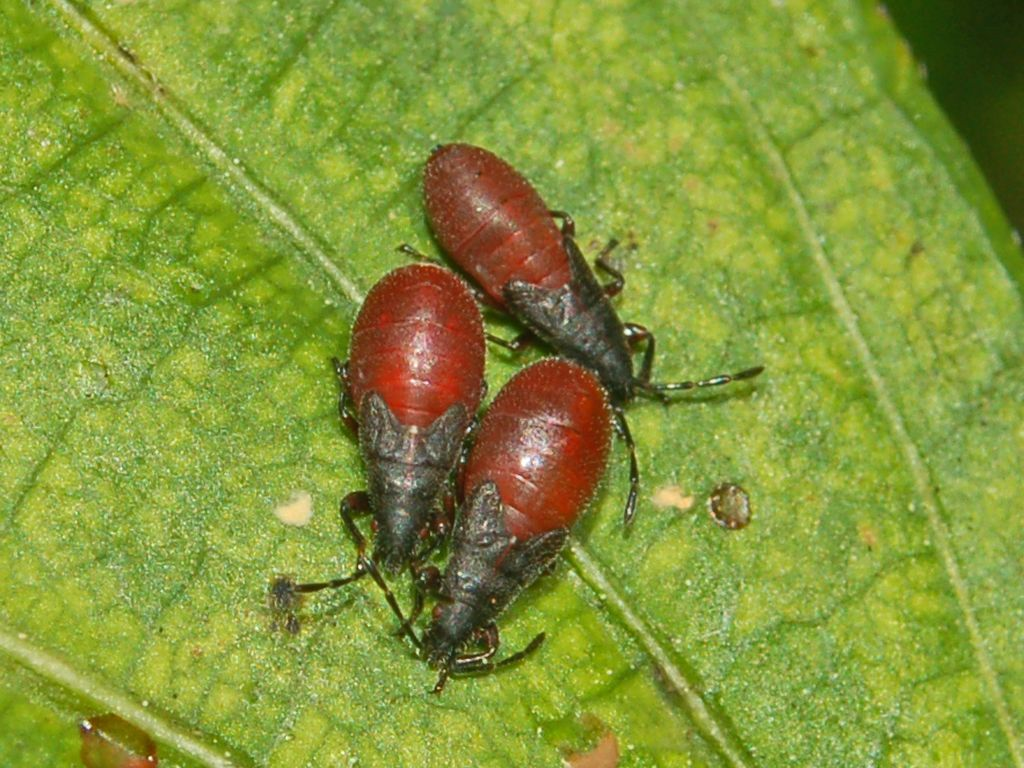
Nimfes
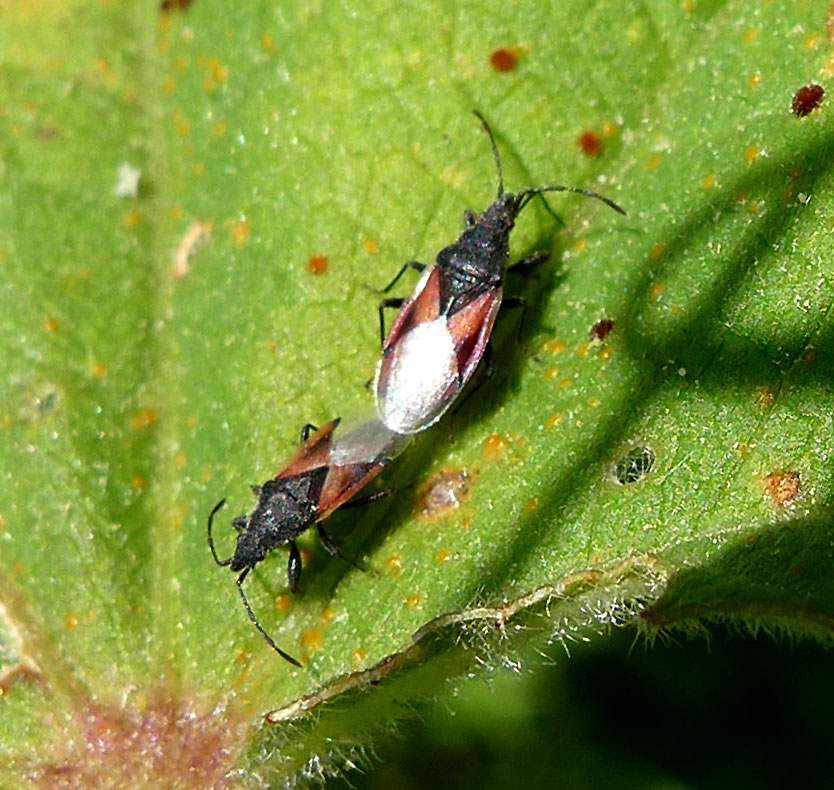
Aparellament
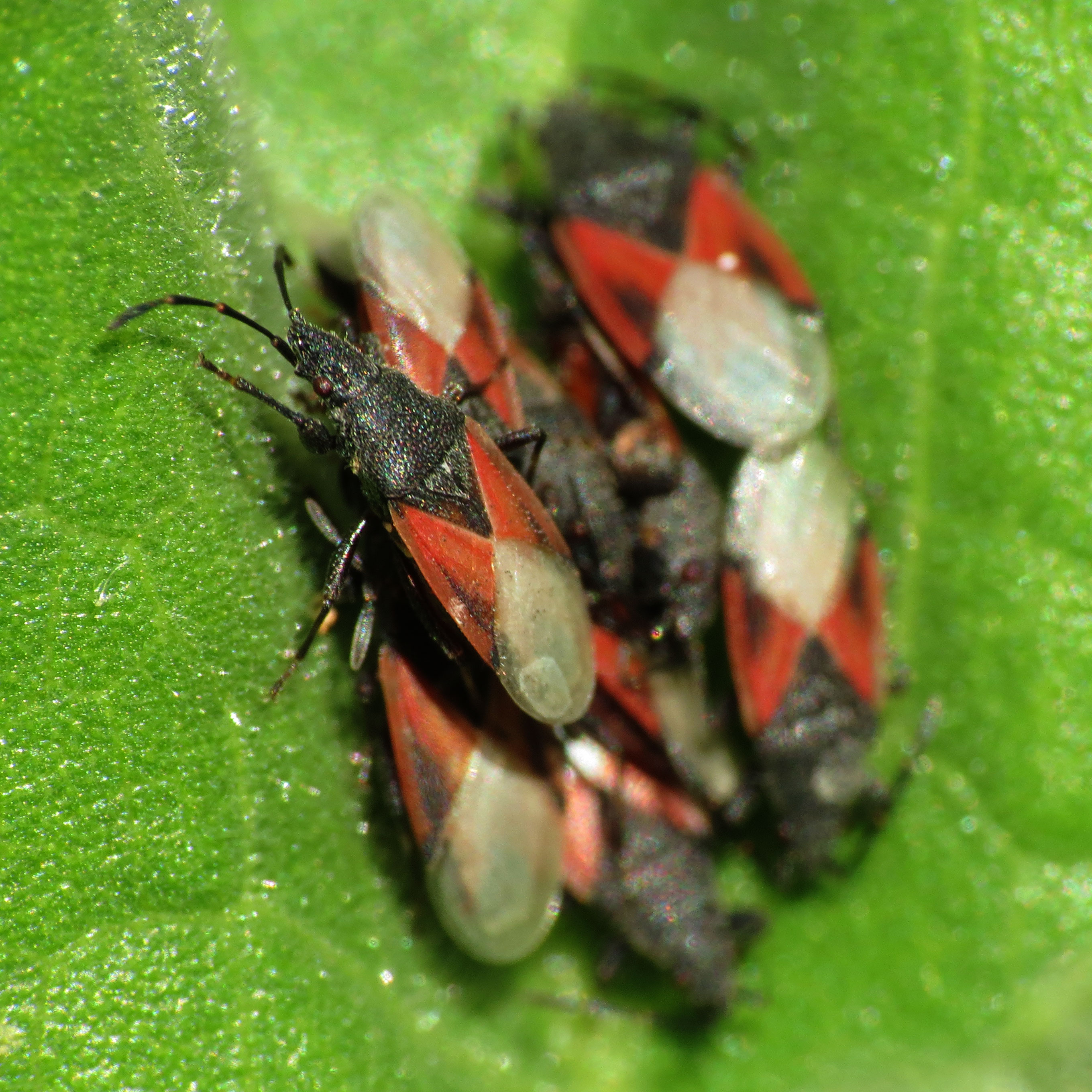
Colònia
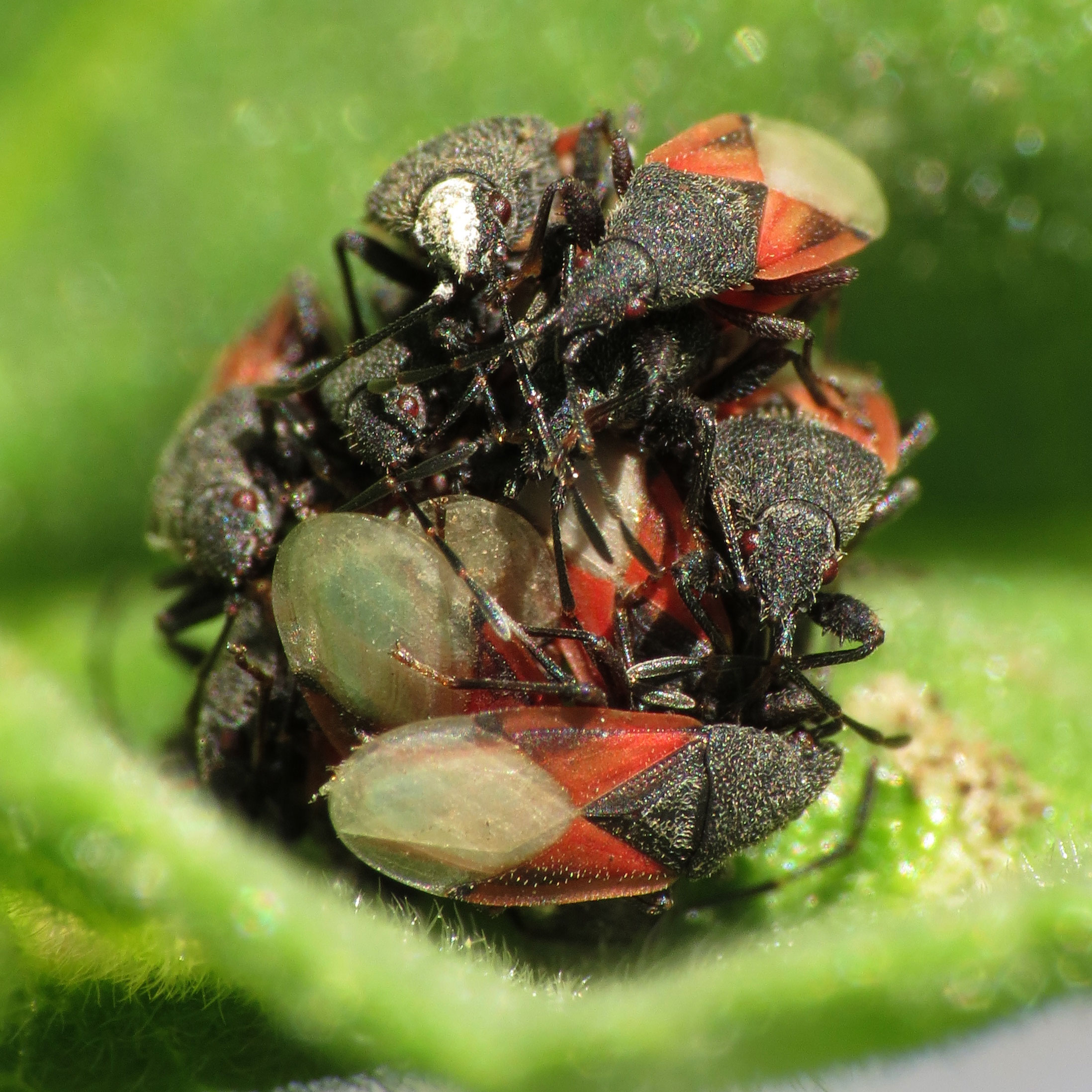
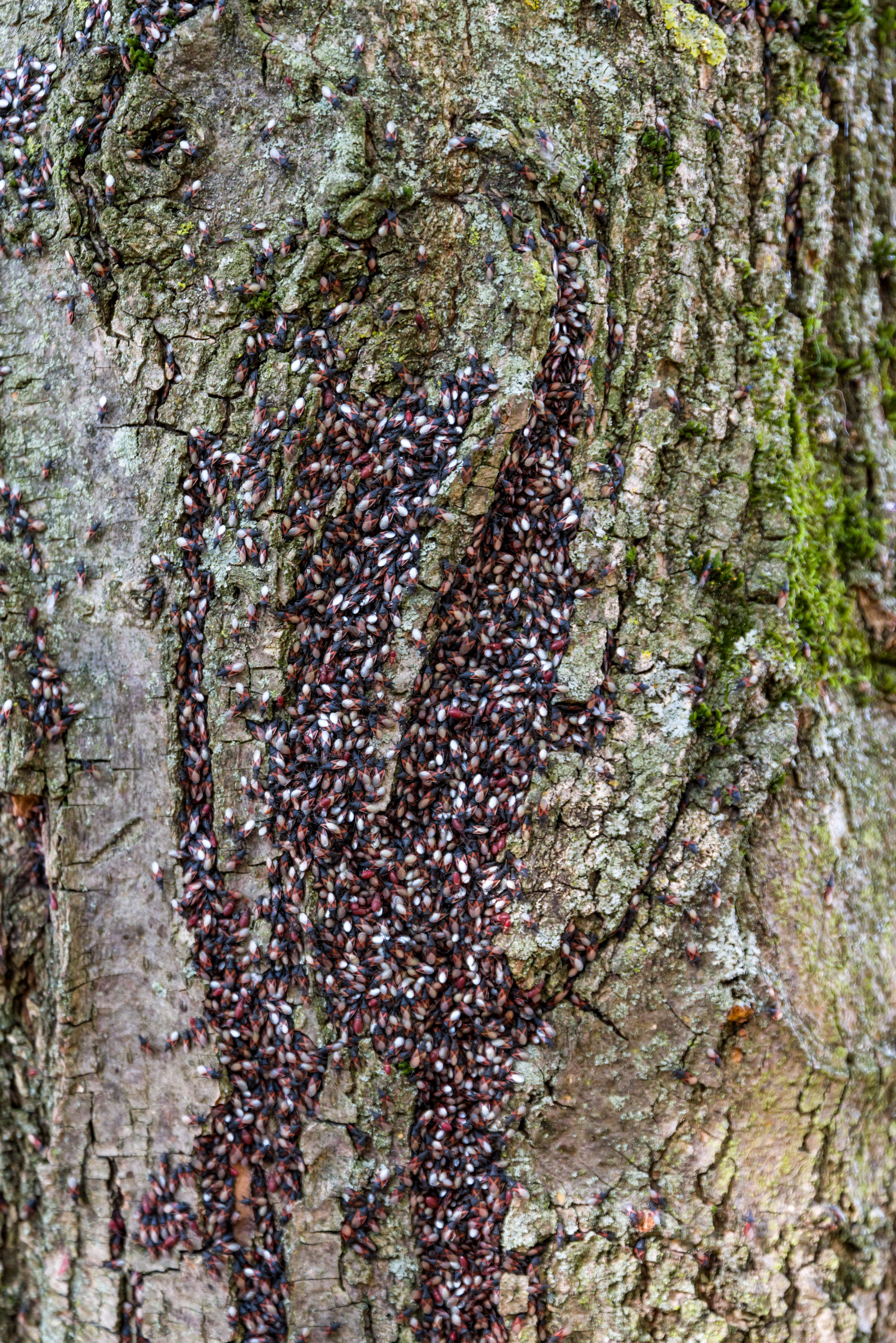
Hibernació
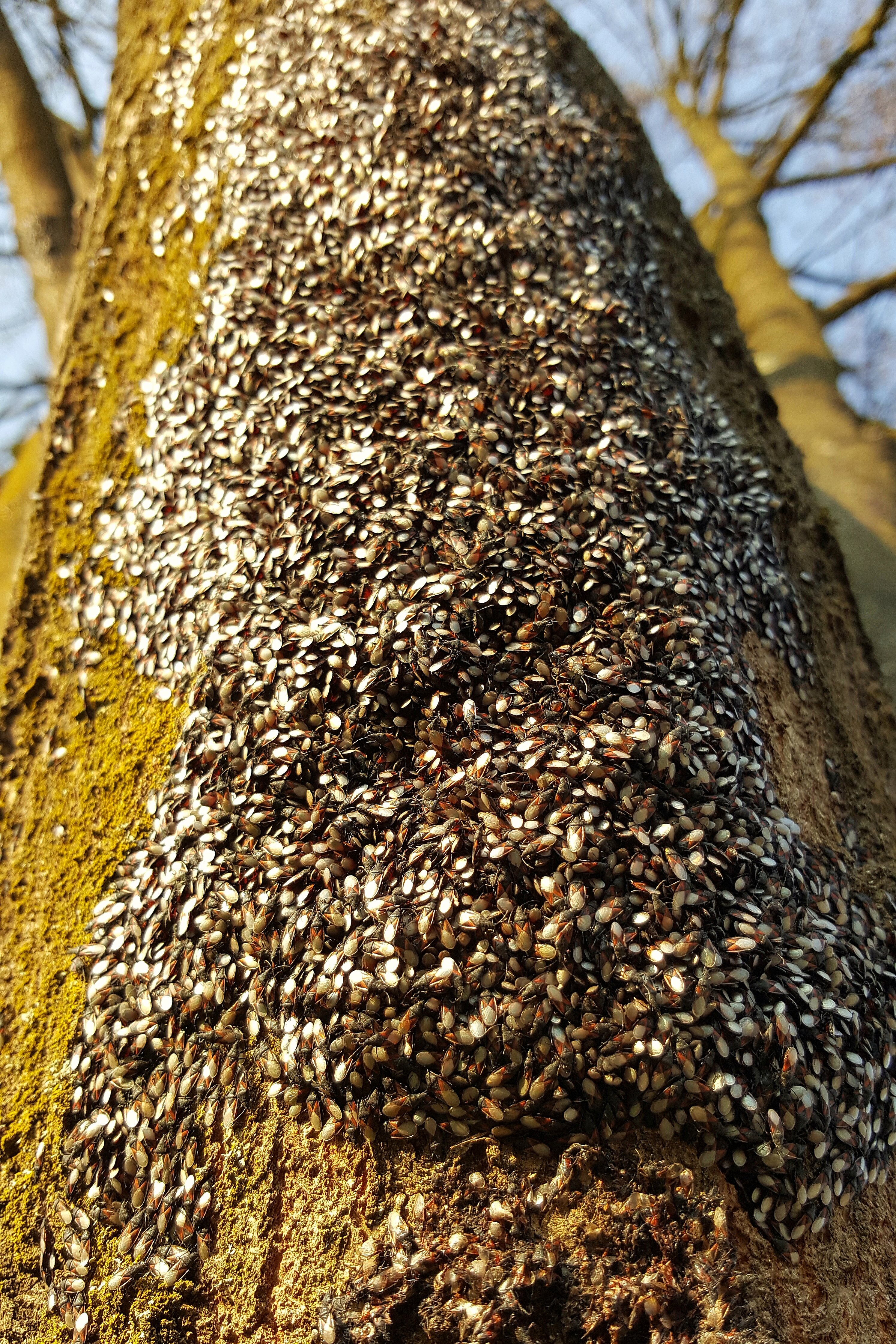
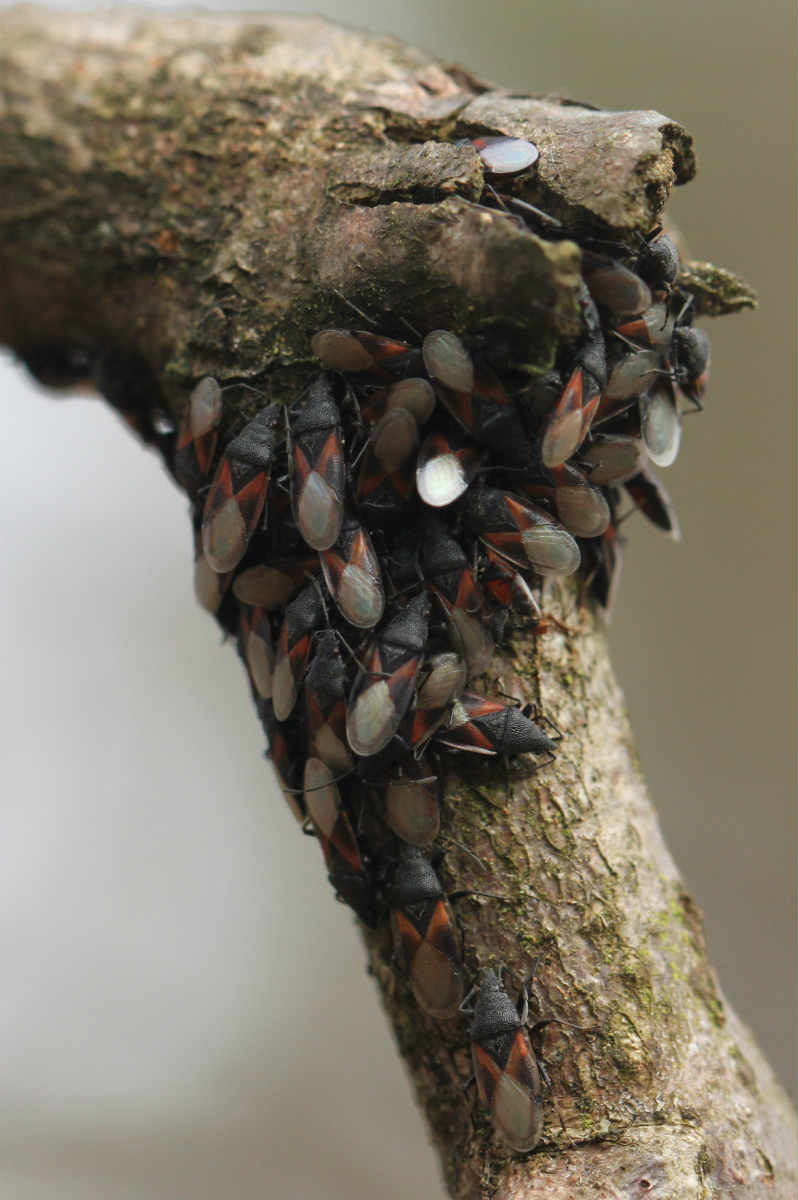